# Robert Haszeldine
Robert Neville Haszeldine FRS, FRSC é um químico britânico.

## Vida
Obteve um Ph.D. na Universidade de Birmingham. Foi professor da Universidade de Cambridge.